# Emil i Lönneberga (bok)
Kursiv text
Emil i Lönneberga är en bok av Astrid Lindgren. Den utkom första gången 1963 och har därefter utkommit i minst 14 ytterligare upplagor.

## Handling
Innan datum-uppdelningen börjar introduceras huvudfigurerna.
Tisdagen den 22 maj, när Emil körde huvudet i soppskålen
Emil råkar köra huvudet i soppskålen. Han får åka till läkaren, men då Emil skall hälsa på läkaren  lossnar slutligen soppskålen.
Söndagen den 10 juni, när Emil hissade upp lilla Ida i flaggstången
Emil hissar upp Ida i flaggstången under ett kalas i Katthult, och hon misstas för att vara Danmarks flagga. Emil får sitta i snickarboden. Då ingen kommer och hämtar honom klättar han upp genom fönstret, lägger ut en planka och klättrar på den över till matboden. När Emils pappa kommer för att hämta honom tror han att Emil rymt genom fönstret, men då nässlorna inte är nedtrampade börjar alla leta, tills de hittar honom i matboden.
Söndagen den 8 juli, när Emil levde loppan på Hultsfreds slätt
Alfred åker till Hultsfreds slätt för att exercera beväring (lära sig bli soldat). När Emils föräldrar åker iväg för att hälsa på lämnas Emil och Ida hemma hos Krösa-Maja. Emil sätter sig på hästen Jullan, och börjar ge sig av mot Hultsfred.